# Lusigliè
Lusigliè (piemontesisch Lusiè) ist eine Gemeinde in der italienischen Metropolitanstadt Turin (TO), Region Piemont.

## Lage und Einwohner
Lusigliè liegt 32 km nördlich von Turin in einer Schwemmebene des Orco. Die Gegend bleibt auch nicht vor großen Hochwasser verschont. Die letzten waren 1994 und 2002. Das Gemeindegebiet umfasst eine Fläche von 5,26 km² und hat 552 Einwohner (Stand 31. Dezember 2023).
Die Nachbargemeinden sind San Giorgio Canavese, Rivarolo Canavese, Ciconio und Feletto.

## Geschichte

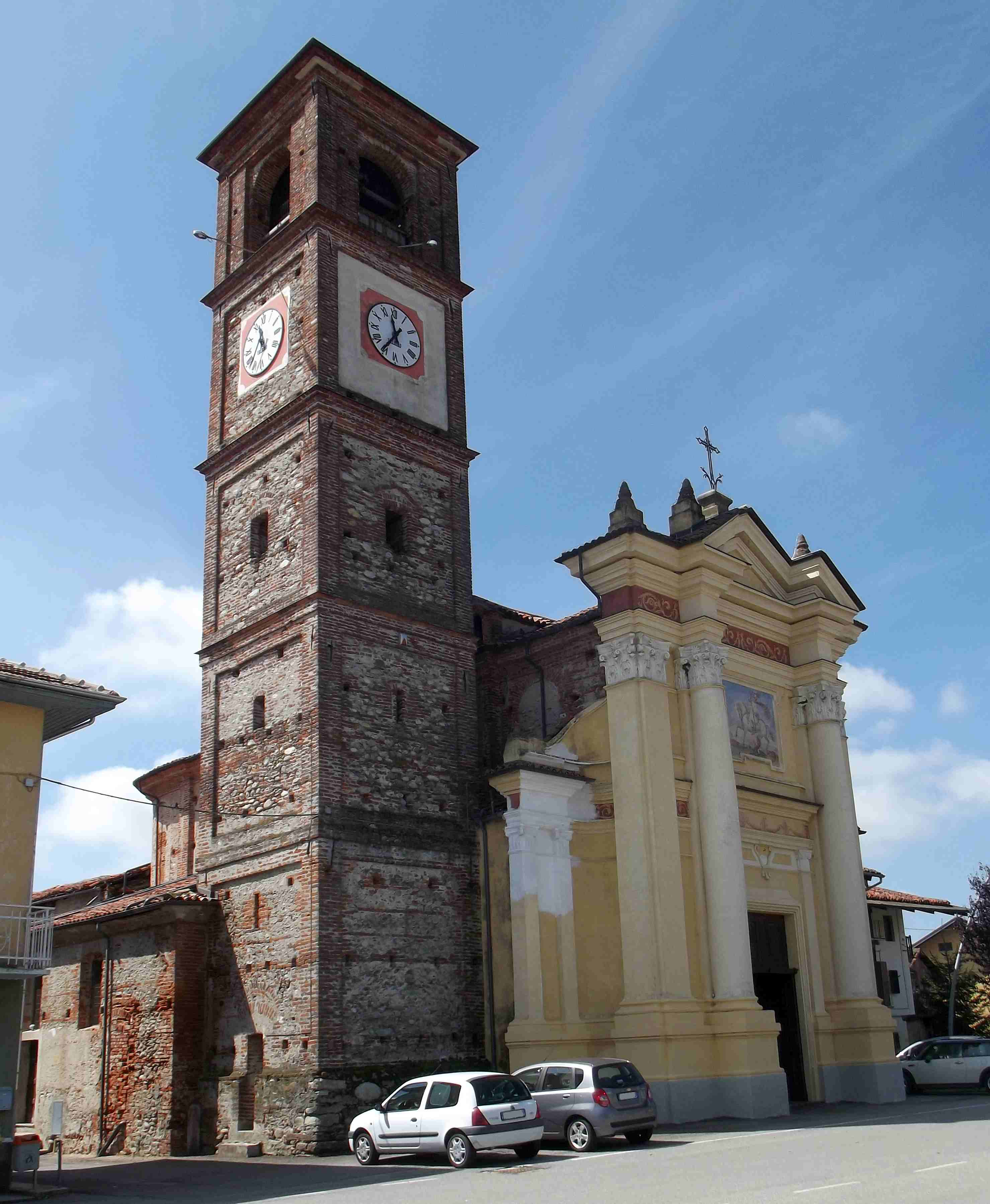
Kirche San Giorgio

Wahrscheinlich wurde es in der Antike von den Römern bewohnt, wie die Entdeckung von Gräbern und Gegenständen aus der Römerzeit beweist. Das erste Dokument, in dem die Stadt ausdrücklich erwähnt wird, ist ein Diplom von Otto Guglielmo, Sohn von Adalberto II., Markgraf von Ivrea. Er flüchtete aus der Stadt Porto nach Burgund und schenkte 1019 alle noch nicht beschlagnahmten Besitztümer von der Kaiserlichen Kammer und die er in Italien hatte.
Um das 14. Jahrhundert herum befand sich das Dorf im Zentrum heftiger Territorialstreitigkeiten. Ende des 14. Jahrhunderts erhielt Lusigliè eigene Statuten. Nach den Territorialstreitigkeiten mit dem Frieden von Cherasco 1631 wurde die Stadt savoyisches Land und die Gerichtsbarkeit ging direkt auf die Savoyer über.
Das Dorf wurde durch den Einmarsch der Franzosen im 18. Jahrhundert während des Spanischen Erbfolgekrieges verwüstet.
Lusigliè, gemäß Königlichem Erlass wurde es am 1. Januar 1927 Teil der Provinz Aosta, wie auch viele andere Gemeinden im Canavese-Gebiet, einschließlich Ivrea selbst. Nach dem Ende des Zweiten Weltkriegs wurde jedoch das gesamte Canavese-Gebiet der Provinz Turin zugeteilt und die ehemalige Provinz Aosta aufgelöst.